# Ягвіст
Ягвіст (або просто J) — це одне з джерел П'ятикнижжя, описане в Документарній гіпотезі. Його назва походить від терміну, який використовується в ньому для позначення Бога — Ягве.

## Виникнення
Ягвіст вперше був виділений з книги Буття в 1753 р. французьким фізиком Жаном Астрюком (1684—1766) в його книзі «Conjectures sur les mémoires originaux dont il paraît que Moïse s'est servi pour composer le livre de la Genèse» (Припущення про первинні джерела, якими, напевно, користувався Мойсей при створенні Книги Буття).
Термін став називатись Ягвістом (Jahwist) завдяки німецьким вченим, які пізніше досліджували це джерело.
Юліус Велльгаузен (1844—1918) описав гіпотезу про джерело Ягвіст у своїй «Документарній гіпотезі».

## Характер тексту Ягвіста
В цьому джерелі Бог названий YHWH. Вчені перекладають це слово, відоме як тетраграма, як Ягве. Раніше вчені перекладали це слово як Єгова.

## Контраст з Елогістом
Ягвіст називає бога по імені Ягве від самого початку, від створення світу.
Згідно з теологічною концепцією Ягвіста ім'я Бога було відоме з прадавніх часів, на відміну від Елогіста, в якому ім'я Бога використовується лише після одкровення Мойсею.
Головною ідеєю текстів Ягвіста є заключення заповіту Ягве з Авраамом, який є предком ізраїльтян (в Елогісті головною ідеєю є заповіт з Мойсеєм).
Деякі вчені вважають, що тексти Ягвіста були написані до створення текстів про Мойсея (до Елогіста), автори цих текстів не були знайомі з текстами про Мойсея, в яких стверджувалось, що ім'я бога Ягве було невідоме до Мойсеевої зустрічі з богом на горі Хорив.

## Походження тексту Ягвіста

Карта південного Леванту у 830 рр. до н. е.

На думку засновника Документарної гіпотези Ю.Вельгаузена джерело Ягвіст було скомпоноване шляхом поєднання різноманітних історій та традицій, які стосувались Юдеї та сусідніх племен, та створення на їх основі єдиного тексту. Ягвіст також містить традиції, які стосуються з Едомом та племенами рівнини — Моав та Аммон. Ці племена мають те саме етнічне походження та межують з Юдеєю. Вельгаузен відносив час створення Ягвіста в період 950—750 рр. до н. е. На його думку в середині VIII ст. до н. е. Ягвіст був поєднаний з Елогістом у спільне джерело JE. Пізніші дослідження змушують переглянути цю точку зору.
Тексти Ягвіста, які містяться у книзі Буття, виявляють значний вплив ассирійської культури та міфології. Деякі вчені стверджують, що ці тексти могли бути написаними в VII ст. до н. е. в Ассирії. Тексти Ягвіста, які містяться у книзі Вихід, також виявляють значний месопотамський вплив, але написані після текстів Елогіста і є його доповненнями. Деякі тексти Ягвіста, які містяться в інших книгах, є уривками древніших текстів.
Тому можна припустити, що Ягвіст є неоднорідним джерелом та написаний багатьма авторами в різних місцях Близького Сходу протягом VII-VI ст. до н. е.

## Альтернативні погляди
Гарольд Блум, на відміну від Річарда Елліота Фрідмана, який доводив, що джередо Ягвіст присутнє тільки в книзі Буття, стверджує, що Ягвіст має сильну тематичну основу і також включає більшість історій Ісуса Навина та Самуїла аж до розповідей про царя Соломона, та був скомпонований кимось, можливо жінкою, після відділення Едому від Юдеї (в 815 р. до н. е.), але до зруйнування Ізраїльського царства (в 722 р. до н. е.).
Ізраїльський археолог Ізраель Фінкельштейн у книзі «Розкопана Біблія» доводить, що форма соціального устрою, описана в часи правління Давида та Соломона, утворилась лише після зруйнування царства Ізраїль. Він припускає, що в час падіння Ізраїльського царства його населення було в 10-15 разів більше населення Юдеї, яка була до того часу малозаселеним та слаборозвиненим регіоном. Біля третини населення Ізраїлю, втікаючи від асирійської навали, заполонила Юдею. За короткий період часу Єрусалим з невеликого селища перетворився у велике місто, а чисельність населення Юдеї зросло у 5 разів. Ці дослідження дають підстави вважати, що Ізраїль був більш розвинутим за Юдею, відповідно його культурна спадщина була значно більшою.